# Делтаплан
Делтапланът е безмоторен летателен апарат от семейството на планерите.
Наименованието „делтаплан“ се е наложило поради приликата на апарата с гръцката буква „делта“ (Δ). С такова име е известен в Русия (дельтаплан), във Франция (deltaplane) и в Италия (deltaplano). В България за този летателен уред още е популярно названието делтапланер.
Представлява неподвижно гъвкаво крило със стреловидна форма и без опашни плоскости. То използва енергията на въздушната маса, като планира в резултат на пропадането или набира височина при наличието на възходящи въздушни потоци. По време на полет се управлява чрез промяна на центъра на тежестта на балансираната система крило-човек, спрямо точката на окачването на пилота, наричана още фокус на крилото.

## История
След сериозна работа по проучване полета на птиците, Ото Лилиентал (Otto Lilienthal) създава успешни модели на балансирани планери от 1891 година до гибелта си през 1896 година. Той е обосновал теоретично профила на крилото на планера и управлението му. Практически днес делтапланеристите използват същите принципи за излитане, управление по време на полет и кацане.
През 1951 година Ф. М. Рогало (Francis Melvin Rogallo) е патентовал триъгълна конструкция на гъвкаво крило с името „параглайдер“. Гъвкавото крило е една модерна форма на хвърчило, като на основата на „делта“ безформен парашут, конструкцията позволява пилота винаги да е разположен под летящото хвърчило. Създаденото леко крило има ниска скорост на снижаване, добра управляемост и това го налага като апарат за масов въздушен спорт. Спортуването в англосаксонския свят е наречено sky surfing, а в България е прието понятието делтапланеризъм.
Ниската цена, малките размери за пренасяне и съхранение и това, че не са необходими специални летища, правят делтаплана особено привлекателен за желаещите да практикуват въздушен спорт. Това е стимул създаденото крило бързо да се усъвършенства. Значителен принос в подобряване надеждността на конструкцията и безопасността на полета имат американеца М. Марковски, разработил удобна сборна конструкция на каркаса и австралиеца Д. Килбурн предложил в 1971 година конструкция на управляващия трапец, вече възприета от целия свят, позволяваща по-леко управление на делтаплана.

## Конструкция
Делтапланът е съставен от три дуралуминиеви тръби, съединени в една точка отпред и образуващи една плоскост. Между тръбите е опънато здраво синтетично платно – дакрон, така че получената форма на триъгълник да се фиксира със спомагателна напречна тръба и стоманени въжета с диаметър 3 – 4 mm. Пилотът със специални колани е закачен за централната тръба в точка, където се намира центъра на масата на апарата. С ръце пилота управлява делтаплана посредством конструкция от тръби, представляващи равнобедрен триъгълник, и фиксирани със стоманени въжета. На хоризонталната му тръба са монтирани колела, запазващи ръцете на пилота при несполучливо приземяване. В хоризонталната равнина управлението се осъществява с преместване на тялото, като се предизвиква крен и промяна на подемната сила, с което се реализира промяната на посоката на летене.
Управление във вертикалната равнина се осъществява с промяна на ъгъла на атака – увеличаване или намаляване чрез избутване на рамката напред или съответно придръпване към пилота. Излитането и кацането се осъществява като се използват краката и собствената физика на пилота за придобиване на минимална скорост, създаване на подемна сила в крилото и планиране. Излитането обикновено е от места с наклони позволяващи минимален разбег за откъсване от земята или на подходящи места, където има възходящи въздушни течения.
Създават се специализирани фирми за производство на делтаплани, прибори за контрол на полета, спасителни средства и снаряжение на пилота. Те провеждат не само сериозни аеродинамични изследвания, но се създават нови конструкции с все по-високи полетни характеристики. Сега гамата на произвежданите делтаплани е много по-голяма – от такива за начално обучение до високоскоростни спортни крила за участие в национални и международни състезания.
Аеродинамичното качество на съвременните делтаплани е по-ниско от това на безмоторните самолети и е от порядъка на 10 – 15 единици. Специални конструкции могат да достигнат до 30 единици. Предимството на делтаплана пред планера е, че с него може да се улови много тесен възходящ въздушен поток, с който успешно да се набере височина за планиране. Скоростта на съвременните делтаплани е от 28 km/h до 100 – 120 km/h. Полетите обикновено се изпълняват на височина от 300 до 600 метра, но при подходящи възходящи термични потоци може да се достигне височина 6 километра и повече, където задължително трябва да се разполага с кислородно оборудване.

## Геометрични размери
Оптимално подбраните геометрични параметри в конструкцията на делтаплана са особено важни за неговото качество като летателен апарат. Техният избор се определя от предназначението на апарата, теглото на пилота и условията които се залагат за управление по време на полет. Така че геометричните параметри определят аеродинамиката, теглото и здравината на апарата.
Параметри:
- площ на крилото (S)
- размах на крилото (l)
- средна аеродинамична хорда
- ъгъл делта – ъгълът на каркаса от тръби при върха на делтаплана, свързва се със стреловидността на крилото и е по-малък от 180 градуса.

## Мотоделтаплан
Първият полет с делтаплан с монтиран маломощен двигател с вътрешно горене с въздушен винт е осъществен през 1974 година в Стокхолм, Швеция.
Комбинацията от делтаплан с гондола и малък двигател е наречена мотоделтаплан (или мотоделтапланер). Ниската скорост на движение, липсата на специални летища, простотата на управление правят този апарат особено универсален. Използва се за направа на аерофотоснимки, авиотуризъм, въздушни патраули, селскостопанска обработка на маломерни парчета земя, пренасяне поща в труднодостъпни райони и дори има разработки за използване във военното дело.